# 이르지 스 포데브라트
이르지 스 포데브라트(체코어: Jiří z Poděbrad, 1420년 4월 23일 ~ 1471년 3월 22일)는 보헤미아의 국왕(재위: 1458년 ~ 1471년)이다. 그는 보헤미아 역사상 처음으로 왕족 가문이 아닌 귀족 가문에서 선출된 왕이었으며, 얀 후스의 종교개혁 정신을 추구한 '후스주의 왕'으로 평가되고 있다.

## 국왕 즉위 이전
보헤미아의 귀족인 포데브라트 가(Poděbrad) 출신의 빅토르의 아들로 태어났다. 뮌스터베르크(Münsterberg) 공작이었던 빅토르는 후스 전쟁에서 온건 파벌이었던 양형영성체파(우트라크파)를 지지했다. 1434년 이르지는 급진 파벌이었던 타보르파의 몰락을 초래한 리파니(Lipany) 전투에 참전했다.
후스파의 지도자 가운데 한 사람이었던 이르지는 신성 로마 제국의 지기스문트 황제의 뒤를 이어 보헤미아, 독일, 헝가리의 국왕으로 즉위한 알브레히트 2세를 물리쳤다. 1448년에는 9,000명의 병사들을 이끌고 아무런 저항 없이 프라하에 입성했다. 이르지는 이어 벌어진 내전에서 교황파 출신 귀족들을 패배시켰다. 1452년에는 타보르파의 거점이었던 타보르를 정복했다.
1451년에는 프리드리히 3세 황제에 의해 라디슬라우스 포스투무스(라디슬라프 포흐로베크)의 후견인으로 임명되었다. 같은 해에 프라하에서 소집된 보헤미아 의회는 이르지를 라디슬라우스의 섭정으로 추대했다. 그렇지만 후스파와 교황파 간의 전투가 계속되면서 이르지는 미묘한 입장에 처했다.
1453년 보헤미아의 국왕으로 즉위한 라디슬라우스는 교황에 우호적인 태도를 보였고 보헤미아의 귀족들이 갖고 있던 전통적인 특권과 계약을 인정했다. 1457년 라디슬라우스 국왕이 급사하면서 라디슬라우스가 이르지에 의해 독살당했다는 소문이 나돌았다. 그렇지만 1985년에 있었던 시신 부검에서 라디슬라우스가 백혈병으로 사망했다는 사실이 밝혀졌다.

## 국왕 즉위
1458년 2월 27일 보헤미아의 사회 계급 지도자들은 이르지를 보헤미아의 국왕으로 추대했다.
후스주의를 추구하는 이르지의 등장은 후스주의 2세대의 등장을 의미하는 것인바. 2세대 후스주의는 로마 가톨릭교회와의 공존의 시기로서 이르지는 평화와 질서를 표방하면서 두 종파간의 화합을 모색하였다. 교황파를 지지하던 세력들은 그의 온건한 정책을 높이 평가했으며 외국인 지배자를 싫어하는 민중의 감정을 고려하는 등 이르지에게 투표했다. 이르지는 프라하 협정에 따른 온건한 통치 정책을 시행하기 위해 노력했으며 일부 로마 가톨릭교회 신도들의 지지를 얻었다. 그렇지만 이르지와 적대 관계에 있던 교황 비오 2세는 포데브라트 가의 지배를 인정하지 않으려고 했으며 후스전쟁의 종전을 선언한 1436년의 이흘라바 협약의 무효를 선언했다.
1462년 이르지는 교황청에 대항하여 현재의 유럽 연합과 같은 유럽의 단일 기구를 수립하는 유럽 군주들의 '평화 연맹'을 제안했다. 이르지의 제안은 오늘날의 유엔과 유럽 연합의 선구로 평가받고 있다.이르지의 제안에 따르면 보헤미아를 포함한 독일, 프랑스, 이탈리아의 주권자들과 제후들이 기독교 세계의 동맹 관계를 수립하고 나중에 스페인이 추가로 합류하는 방식이었다. 이르지의 제안은 어디까지나 기독교적인 성격("유럽"이라고 명시하지 않았음)이었으며 1453년 콘스탄티노폴리스를 함락시킨 "끔찍한 터키인"(오스만 제국)의 유럽 침공을 저지하기 위한 구상이었다. 이르지는 특사를 파견해 유럽 국가들의 궁정에 특사를 파견하여 조약의 취지를 설명했다.
이르지는 이 조약이 1464년에 발효될 것이라고 예상했지만 로마와의 화해를 위해 노력하던 이르지의 구상은 좌절되고 만다. 먼저 프랑스의 루이 11세가 교황청과의 관계를 고려하여 이를 거부하자 다른 군주들도 이에 동조하였다. 1464년 보헤미아에 대항하는 십자군을 구상하던 교황 비오 2세가 사망하고 교황 바오로 2세가 새 교황으로 선출되었다. 이르지는 교황 바오로 2세와의 평화 협상을 시도했지만 새 교황도 자신을 적대시하고 있었다는 사실만 확인했을 뿐이었다.

## 교황의 파문
이르지는 교황파 출신 귀족들을 자신의 적으로 만들었다. 1465년 11월 28일 교황파 출신 가톨릭 귀족들은 젤레나호라(Zelená Hora)에서 이르지 국왕에 대항하는 동맹을 결성했다. 이 동맹은 결성 당시부터 교황 바오로 2세의 지지를 받았다. 1466년 12월 23일 교황 바오로 2세는 이르지 국왕을 파문하고 보헤미아의 국왕에서 폐위되었음을 선언했다. 과거 이르지와 동맹 관계를 맺었던 신성 로마 제국의 황제인 프리드리히 3세, 헝가리의 국왕인 마차시 1세가 보헤미아 귀족들의 반란에 가세했다. 마차시 1세는 1469년 2월의 전쟁에서 이르지 왕에게 포위되어 이르지 왕에게 협조할 것을 맹세하고 풀려났으나 그는 이를 지키기는커녕 1469년 5월 3일 가톨릭 세력의 지지를 받아 올로모우츠에서 보헤미아의 국왕으로 즉위했다. 곧 루사티아, 실레시아, 그리고 대부분의 모라바 가톨릭교도들이 마차시 1세를 지지하고 나섰다.

## 죽음과 그 이 후
1470년 이르지는 자신을 지지하던 세력들의 반대에도 불구하고 헝가리의 국왕 마차시 1세와 휴전 협정을 체결했으며 1471년 3월 22일에 사망했다. 그의 지지자들은 폴란드의 국왕이었던 카지미에시 4세의 아들인 울라슬로 2세(블라디슬라프 2세)를 보헤미아의 국왕으로 선출하였지만, 교황청을 비롯해 루사티아, 실레시아, 모라바 지역은 물론이고 보헤미아 왕국 내의 가톨릭교도들 대부분이 마차시 1세를 보헤미아의 국왕으로 인정하고 있었기 때문에 전쟁은 계속되었다.
마차시 1세는 가톨릭의 지원을 받아 계속 보헤미아의 왕권을 주장했다. 블라디슬라프 2세 측과 마차시 1세 측은 올로모우츠에서 올로모우츠 협약을 맺고 보헤미아는 블라디슬라프 왕의 통치를 인정하고, 다른 지역인 모라바, 실레시아, 루사티아에서는 마차시의 지배를 인정했다. 그러다 1490년 마차시 1세가 죽자 블라디슬라프는 전체 보헤미아 왕국의 지배를 회복하였다.
| 전임 라디슬라프 포흐로베크 | 보헤미아의 국왕 1458년 ~ 1471년 | 후임 블라디슬라프 2세 / 마티아시 1세 |